# Chelsea Clark
Chelsea Clark, född 5 maj 1998 i Toronto i Ontario, är en kanadensisk skådespelerska, känd för rollen som Esme Song i TV-serien Degrassi: Next Class (fyra säsonger) och Norah i Netflix-serien Ginny & Georgia. Hon har också studerat vid University of Toronto.

## Filmografi (i urval)

### TV
- 2010 – Rookie Blue (TV-serie)
- 2011 – Life with boys (TV-serie)
- 2016–2017 – Degrassi: Next Class (TV-serie)
- 2018 – Good Witch (TV-serie)
- 2020 – Let's Go Luna! (TV-serie) (röstroll)
- 2021 – Kung Fu (TV-serie)
- 2021–2023 – Ginny & Georgia (TV-serie)
- 2022 – Hudson & Rex (TV-serie)